# Impact Knockouts
Impact Knockouts son el talento femenino al servicio de Impact Wrestling, una promoción de lucha libre profesional estadounidense. Este término se refiere a mujeres que aparecen como luchadoras, mánagers o valets, entrevistadoras, comentaristas o anunciadoras.

## Historia

### Los inicios
El término Knockouts es relativamente nuevo y no se usó cuando Impact Wrestling (entonces conocido como NWA: Total Nonstop Action) debutó en 2002. El nombre se originó en un DVD lanzado en 2006 por la compañía, Knockouts: The Ladies of TNA Wrestling, Vol. 1, que se centró en sus estrellas femeninas en ese momento. El nombre "Knockouts" como un nombre general para las mujeres atrapadas después de eso. Las intérpretes femeninas han sido parte de TNA desde el primer espectáculo nacional, que contó con Alexis Laree, Elektra, Erin Bray, Francine, Miss Joni, Sasha, Shannon, Taylor Vaughn y Teresa Tyler, así como otros talentos femeninos, incluida la entrevistadora detrás del escenario Goldy. Cerraduras y aparcacoches Aleesha y Fluff Dupp. Bobcat también debutó como valet en un partido que se grabó durante el primer PPV, pero se emitió durante el segundo PPV.

### Miss TNA (2002)
Una Lingerie Battle Royal para coronar a la primera Miss TNA se grabó durante el primer PPV semanal de la NWA: TNA el 19 de junio de 2002 y se emitió durante el segundo PPV el 26 de junio de 2002. Taylor Vaughn ganó la primera corona de Miss TNA. Ella defendió el título contra Francine, quien poco después abandonó su búsqueda del título y se involucró en una breve rivalidad con Jasmin St. Claire. Vaughn perdió el título cuando fue derrotada por el personaje masculino Bruce unas semanas después. Aunque era hombre, afirmó que debería tener derecho a luchar por la corona de Miss TNA porque era gay. Bruce mantuvo la corona durante tres meses y durante su tiempo como Miss TNA atacó a muchas luchadoras y fanáticas, enfureciendo a las estrellas masculinas de la TNA, incluido Jorge Estrada. Luego, los dos tuvieron un combate individual con la estipulación de que si Estrada ganaba, Priscilla se convertiría en la nueva Miss TNA. Aunque Estrada ganó el partido, la corona no cambió de manos porque ganó por descalificación. En las próximas semanas, el compañero de equipo de Bruce, Lenny, intentó que Bruce se lesionara (ya que el subcampeón se haría cargo de la corona en caso de que el campeón se lesionara). Esto llevó a la ruptura de The Rainbow Express, y la homosexualidad de Bruce fue cuestionada por la entrevistadora detrás del escenario Goldy Locks, quien afirmó que lo había visto en la ducha con April Pennington. La historia pronto llegó a su fin debido a la mala recepción del público, con Pennington y Goldylocks caminando juntos tomados de la mano, mientras Lenny y Bruce peleaban por Pennington. La historia terminó con Bruce declarándose heterosexual y entregando su corona a Pennington. La corona de Miss TNA no se mencionó en la pantalla después. A lo largo de 2002, la TNA también contó con Belladonna en un papel de valet y la ex concursante de WWE Tough Enough Paulina como guardaespaldas.

### Post–Miss TNA (2003-2006)
La lucha de mujeres continuó siendo una característica de los PPV semanales antes de que se estableciera una división oficial de mujeres en 2007. En 2003, las bailarinas de jaula (muchas de las cuales eran luchadoras independientes que entonces eran desconocidas en ese momento, incluida Lollipop) se usaron cerca de la parte superior de la rampa de entrada, pero este concepto fue abandonado poco después de su concepción. Uno de los primeros momentos controvertidos de la TNA se produjo el 12 de marzo de 2003 en el pago por evento, cuando a Lollipop le arrancaron la blusa durante una pelea de gatas con S.E.X. Holly Wood y expuso sus pechos durante la pelea. La TNA también presentó a la chica del ring, Athena, en muchas disputas y altercados.
De 2003 a 2004, la TNA usó regularmente a varias luchadoras en sus PPV y programas de televisión, incluidas Trinity, Desire, Alexis Laree, Traci Brooks, Cheerleader Melissa, Nurse Veronica (que también compitió como Simply Luscious) y Cheerleader Valentina (que también compitió como JV Love); sin embargo, a menudo fueron representados principalmente como ayuda de cámara que ocasionalmente luchaban. De todas las mujeres utilizadas en este momento, Trinity fue la más activa en el ring, ya que tuvo un feudo con Desire, Alexis Laree y Traci Brooks, además de competir en la División X. Durante este tiempo, la TNA también presentó brevemente una facción de mujeres llamada "Bitchslap" que consistía en Nurse Veronica, Traci Brooks, Cheerleader Valentina y Trinity (que solo apareció dos veces con el grupo). Estaban involucrados en una pelea con las bailarinas de la TNA Lollipop y April Pennington.
Las luchadoras independientes aparecieron con frecuencia en TNA Xplosion y ocasionalmente en los PPV de la TNA, incluidas Angel Williams (que luego regresaría como Angelina Love), April Hunter, Brandi Wine, Daizee Haze, Lucy (que anteriormente compitió como Shannon y lo haría). luego regresa como Daffney), Malia Hosaka, Mercedes Martinez, MsChif y ODB (quien también luchó como Poison).
La TNA reconoció brevemente el Campeonato Mundial Femenino de la NWA en 2003. El 12 de marzo de 2003, Leilani Kai derrotó a Madison para ganar el Campeonato Mundial Femenino de la NWA en un dark match en un pago por evento de la TNA. El 19 de abril de 2003, Kai defendió el título contra Desire en un house show, pero luego el presidente de la NWA, Bill Behrens, la despojó del título debido a que se perdió varios programas posteriores de la NWA. Según Kai, se saltó los programas porque sintió que la junta directiva de la NWA no estaba tratando el Campeonato Femenino con el respeto que merecía, como no televisar los partidos por el título en el pago por visión de la TNA y TNA Xplosion.
A finales de 2004 ya lo largo de 2005 se presentaron menos partidos femeninos; sin embargo, la TNA presentó combates de pago por evento que enfrentaron a Trinity contra la ex diva de la WWE Jacqueline y Traci Brooks. La TNA también presentó a Minsa en un papel que no es de lucha libre.
Tras el debut del programa de televisión TNA iMPACT! en 2005, la TNA contó con ex-divas de la WWE como Gail Kim, Jackie Gayda y Christy Hemme, así como la luchadora independiente Sirelda en prominentes roles y disputas en el aire. Aunque la mayoría del talento femenino anterior había dejado la TNA en ese momento, Traci Brooks permaneció en un papel en el aire y la TNA agregó una nueva chica de ring, SoCal Val (reemplazando a Athena) y la entrevistadora detrás del escenario, Leticia Cline (reemplazando a Goldy Locks). Gail Kim compitió en algunos combates que fueron televisados y/o grabados a lo largo de 2006 contra Sirelda y Traci Brooks, mientras que la luchadora independiente Amber O'Neal compitió en los shows de la TNA en combates contra Kim y Jacqueline. En el otoño de 2006, Sherri Martel apareció en TNA iMPACT! en su última aparición televisada antes de su muerte al año siguiente.

### División de Knockouts de TNA/Impact Wrestling (2007-presente)

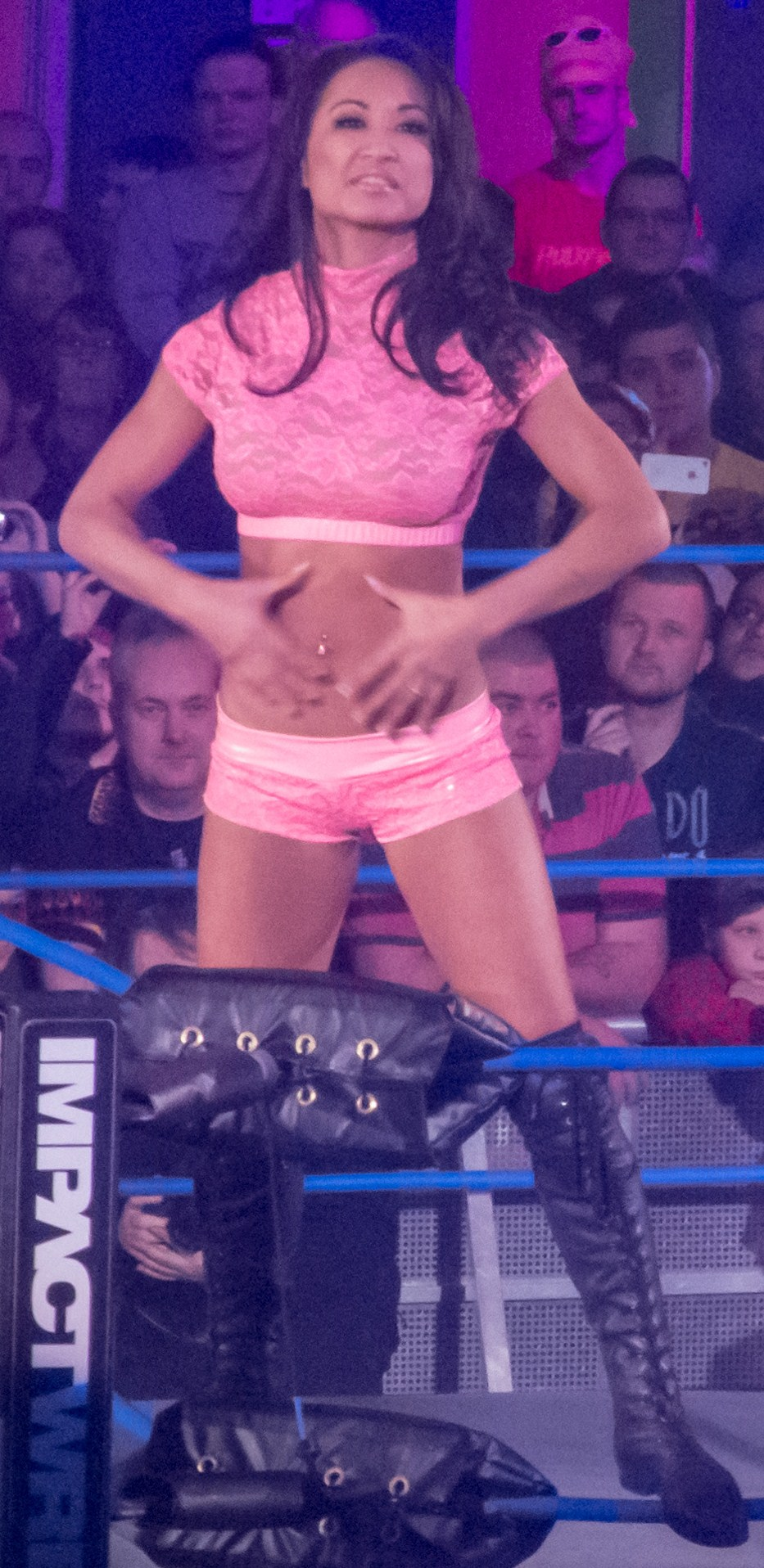
Gail Kim como Campeona Femenina de Knockouts de TNA.

La formación de una división femenina oficial comenzó en Final Resolution en 2007 cuando la TNA pasó la primera parte del año construyendo la disputa entre Gail Kim y Jacqueline, quien hizo su regreso al aire en el PPV también durante el verano. Se produjo una disputa entre Christy Hemme y Roxxi Laveaux. La primera Campeona Femenina de Knockouts de TNA fue coronada el 14 de octubre de 2007 en Bound for Glory en un combate de 10 Knockout Gauntlet que ganó Gail Kim y finalmente eliminó a Roxxi Laveaux. Alrededor de este tiempo, la TNA contrató a varias luchadoras y personalidades femeninas adicionales, incluidas Angel Williams, Amazing Kong, ODB, Shelly Martinez y Talia Madison, que luego fueron renombradas después del PPV, así como la valet Karen Jarrett y la nueva entrevistadora entre bastidores Crystal Louthan. En una clara desviación de la programación anterior de la TNA, donde su talento femenino a menudo se promocionaba como atractivo visual con poco o ningún énfasis en el atletismo o la capacidad de lucha, de la misma manera que sus contrapartes de la WWE Diva durante ese período de tiempo, la división de mujeres de la TNA enfatizó en la lucha libre seria. competencia entre su talento femenino, así como su credibilidad a la par con sus contrapartes masculinas. Desde el inicio de un campeonato oficial, los partidos y segmentos que involucran a los Knockouts han contribuido a obtener algunas de las mejores calificaciones de los programas de Impact.
Desde 2008, la TNA continuó expandiendo la división de mujeres presentando a varios posibles talentos independientes, veteranos y ganadores de reality shows como Sharmell, Taylor Wilde, Daffney, Tara, Hamada, Sarita, Mickie James y Survivor: la ganadora de Amazon Jenna Morasca mientras Lauren Brooke se convirtió en la nueva entrevistadora detrás del escenario en Lockdown y Daizee Haze, quien apareció en los primeros años de la compañía, regresó en un combate único el 1 de mayo, perdiendo ante Cheerleader Melissa, quien también estaba desempeñando un papel doble bajo el truco de Raisha Saeed en ese momento.

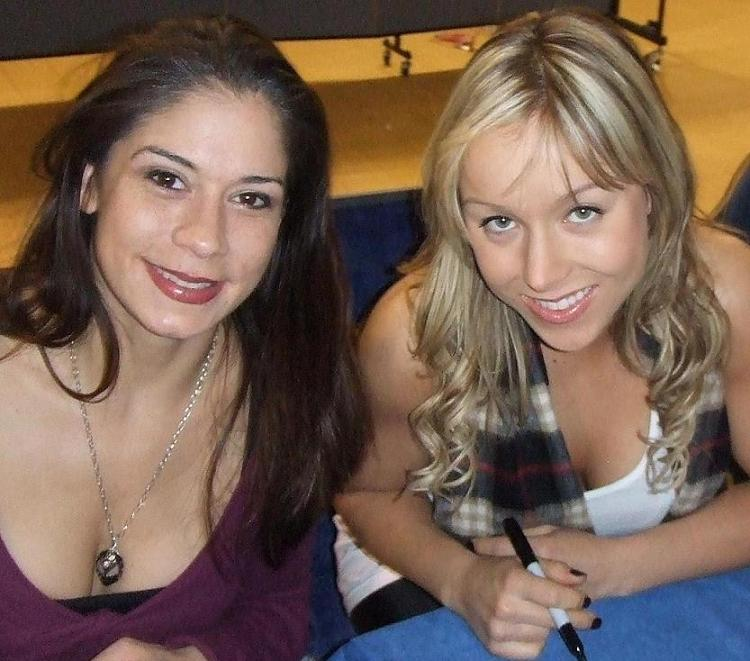
Sarita y Taylor Wilde, las primeras Campeonas Knockouts en Parejas de TNA.

La división vería el comienzo de muchos cambios cuando en agosto expiró el contrato de Gail Kim con la TNA y, en lugar de renovarlo, decidió volver a competir con la WWE para una segunda carrera. A principios del año siguiente en 2009, Madison Rayne debutó en la TNA el 8 de enero y se convirtió en el tercer miembro de The Beautiful People junto con los miembros existentes Angelina Love y Velvet Sky, lo que convirtió al equipo y el Campeonato Knockouts en Parejas de TNA fue presentado en No Surrender y Sarita y Taylor Wilde se convirtieron en los primeras campeonas de dichos títulos cuando ganaron el final de un torneo de ocho equipos.
La división femenina vería un inicio de grandes salidas en el otoño de 2009, comenzando cuando Angelina Love dejó la compañía el 3 de septiembre debido a un problema de visa de trabajo, Love fue reemplazada por Lacey Von Erich en el stable Beautiful People y luego regresó inmediatamente a la compañía. año siguiente, el 14 de enero. Más tarde, Awesome Kong, Alissa Flash, Roxxi, Traci Brooks, Roxxi, ODB y Tara (aunque regresarían dos meses después el 11 de julio en Victory Road) abandonaron la compañía mutuamente o debido a controversias circunstancias. Madison Rayne hizo historia al convertirse en la primera persona en sostener tanto el Campeona Femenina de Knockouts como el Campeonato Knockouts en Parejas de TNA simultáneamente en Lockdown. El 8 de agosto, Francine apareció en una entrevista pregrabada en la reunión de la ECW con el tema Hardcore Justice y Lacey Von Erich, Hamada y Taylor Wilde dejaron la compañía a finales de año. A pesar de las salidas durante este período de tiempo, la división siguió creciendo.
A pesar de que inicialmente dejaron la compañía en períodos de tiempo individuales, Angelina Love, Velvet Sky, Awesome Kong, Alissa Flash, Traci Brooks, Roxxi, ODB, Jacqueline, SoCal Val, Mickie James, Thea Trinidad, Karen Jarrett, Christy Hemme, Taryn Terrell, Brooke, Katarina y Madison Rayne regresarían a la compañía en años posteriores, ya sea a tiempo completo o de corta duración y a través de apariciones especiales.
En los años 2011 a 2013 en los que el 15 de marzo de 2011 expiró el contrato de Daffney con la TNA y no fue renovado. Luego de 7 meses después, Gail Kim regresó a la TNA, después de pasar los últimos tres años con la WWE durante su segunda carrera. Taeler Hendrix firmó un contrato a través del Gut Check Challenge de la compañía, convirtiéndose en la primera mujer en ganar el concurso y en agosto de 2012, Taryn Terrell se unió a la división como árbitro oficial, aunque más tarde pasaría a un papel activo para recibir un push para pelear con Gail Kim. Sarita se fue de la TNA entrando en el año 2013 después de que expirara su contrato. Lei'D Tapa se convirtió en la segunda mujer talentosa que firmó un contrato a través del Gut Check Challenge. En el verano, el Campeonato Knockouts en Parejas de TNA se desactivaría cuando el 20 de junio de 2013 en el episodio de Impact Wrestling, la ejecutiva de Knockouts Division Brooke Hogan despojó a ODB y Eric Young del título porque Young era un talento masculino. En última instancia, esto resultó en que los títulos ya no figuraran entre los campeonatos activos de la TNA. La división femenina volvería a ver el inicio de grandes salidas cuando SoCal Val, Madison Rayne, Tara, Mickie James y Taeler Hendrix se marcharan de la empresa, entrando mutuamente en el mes de julio hasta mediados de otoño; A Rayne se le otorgó originalmente una licencia por maternidad a principios de marzo debido a un embarazo en la vida real, la salida de Hendrix convirtió a Lei'D Tapa en el único talento femenino firmado en el breve Desafío Gut Check, y la partida de SoCal Val dejó a Christy Hemme como la talentosa mujer con más antigüedad. dentro de la compañía. Las grandes salidas llevan a que Christy Hemme, Gail Kim, Velvet Sky, ODB, Brooke, Taryn Terrell, Lei'D Tapa, Hannah Blossom, Holly Blossom, Rebel y Brittany permanezcan y continúen con la compañía. A Taryn Terrell se le concedería una licencia por maternidad en agosto debido a un embarazo en la vida real. Madison Rayne volvería a la empresa a finales de noviembre después de dejar la empresa a principios de marzo.
Angelina Love ganaría el Knockouts Championship en el evento Sacrifice por sexta vez, batiendo récords. Unos días más tarde, Lei'D Tapa dejó la compañía después de que expirara su contrato. A lo largo de agosto, viñetas que promocionaban el debut de Havok se emitirían en Impact Wrestling. Havok made her debut by attacking Gail Kim and Taryn Terrell after their title match on the September 3 broadcast of Impact Wrestling. Havok hizo su debut atacando a Gail Kim y Taryn Terrell después de su lucha por el título en la transmisión del 3 de septiembre en Impact Wrestling. Durante las grabaciones de Impact Wrestling el 16 de septiembre, Havok derrotó a Kim en el evento principal de Impact Wrestling para ganar el Campeonato Knockouts de TNA por primera vez. Havok perdió el campeonato tres días después ante Taryn Terrell en un Triple Threat Match que también involucró a Gail Kim el 19 de noviembre.
Hacia el final del año de 2015 en octubre, por primera vez, los Knockouts de la TNA ingresaron a un torneo por el vacante Campeonato Mundial de Peso Pesado de TNA; Se reveló que Awesome Kong, Gail Kim, Madison Rayne y Brooke eran las representantes de la división de mujeres en el grupo. Brooke anunció su salida de la compañía el 24 de noviembre. El 29 de diciembre, pocas semanas antes del debut de la TNA en Pop TV, Maria Kanellis firmó con la compañía. En Bound for Glory, Awesome Kong, Taryn Terrell y Christy Hemme hicieron una aparición especial para incluir a Gail Kim en el Salón de la Fama de TNA. A lo largo de 2016, la división incluyó a varios competidores que se acaban de incorporar a la empresa. La mayoría de ellos tenía reinados del título con el Campeonato de Knockouts, como Jade, Sienna y Allie.
En 2017 en Slammiversary XV, Sienna derrotó a Rosemary en un Unification Match en el que se unificaron el Campeonato Knockouts de TNA y el Campeonato Femenino de GFW. Durante el reinado de Sienna, el título pasó a llamarse como "Impact Knockouts Championship".  Poco después, en Bound for Glory, Gail Kim ganó el título por séptima vez, estableciendo un récord y también se convirtió en la primera mujer en retirarse mientras ostentaba el título. Kim haría la transición al detrás de escena como productor. Después del retiro de Kim, el Campeonato Knockouts de Impact quedaría vacante a finales de 2017 cuando se llevaría a cabo un torneo de 6 mujeres en el que Laurel Van Ness derrotó a Rosemary en la final para ganar el campeonato por primera vez.
Dos años más tarde, Gail Kim saldría de su retiro como parte de la rivalidad con Tessa Blanchard. Ambas finalmente se enfrentaron en Rebellion cuando Blanchard derrotó a Kim. Kim se retiraría oficialmente. Cuatro meses después, Tessa Blanchard se convirtió en la primera mujer en el evento principal del Slammiversary XVII contra Sami Callihan en una Intergender Match. La mayor parte del año de 2019 giró en torno a Tessa Blanchard y su rivalidad con Sami Callihan y su stable Ohio Versus Everything continua. Hacia el final del año de 2019 en el estreno de la compañía en AXS Television, Blanchard se convirtió en el contendiente número uno para el Campeonato Mundial de Impact después de ganar un mini torneo. También en este año, Taya Valkyrie se convirtió en la Campeona Knockouts de Impact con el reinado más largo de 377 días superando a Taryn Terrell.
Iniciando en enero de 2020 en Hard To Kill, Tessa Blanchard se convirtió en la primera mujer en ganar el Campeonato Mundial de Impact. Blanchard también se convirtió en la primera mujer en la lucha libre profesional en ganar un campeonato mundial masculino importante. Sin embargo debido a la inesperada pandemia de COVID-19, Blanchard no pudo volver a las grabaciones de Impact debido las restricciones de viaje, como resultado la empresa decidió rescindir su contrato y le quitaron el título.
El 24 de agosto en la segunda noche del especial Emergence, Deonna Purrazzo defendió el Campeonato Knockouts de Impact contra Jordynne Grace en el primer 30-Minute Iron Woman Match en la historia de Impact, donde Purrazzo ganó con dos caídas sobre uno.

## Campeonatos

### Campeonatos activos
| Campeonato                                   | Campeonas actuales                           | Fecha de victoria     | Localización         | Campeonas anteriores     | Primeras campeonas    |
| -------------------------------------------- | -------------------------------------------- | --------------------- | -------------------- | ------------------------ | --------------------- |
| Campeonato Knockouts de Impact               | Mickie James                                 | 23 de octubre de 2021 | Nashville, Tennessee | Deonna Purrazzo          | Gail Kim              |
| Campeonato Knockouts en Parejas de Impact.   | The IInspiration (Cassie Lee & Jessie McKay) | 23 de octubre de 2021 | Nashville, Tennessee | Decay (Havok & Rosemary) | Sarita & Taylor Wilde |
| Campeonato de los Medios Digitales de Impact | Jordynne Grace                               | 23 de octubre de 2021 | Nashville, Tennessee | N/A                      | Jordynne Grace        |

### Campeonatos inactivos
| Campeonato                 | Últimas campeonas | Fecha de victoria   | Fecha en que el campeonato se retiró | Lugar            | Campeonas anteriores | Primeras campeonas  |
| -------------------------- | ----------------- | ------------------- | ------------------------------------ | ---------------- | -------------------- | ------------------- |
| Campeonato Femenino de GFW | Sienna            | 21 de abril de 2017 | 2 de julio de 2017                   | Orlando, Florida | Christina Von Eerie  | Christina Von Eerie |

## Reconocimientos

### Salón de la fama
| Leyenda (s) | Año  | Notas                      |
| ----------- | ---- | -------------------------- |
| Gail Kim    | 2016 | Primera mujer incorporada. |

### Babe/Knockout of the Year
| Luchadora       | Año que ganó |
| --------------- | ------------ |
| Trinity         | 2003         |
| Traci Brooks    | 2004         |
| Jackie Gayda    | 2005         |
| Christy Hemme   | 2006         |
| Gail Kim        | 2007         |
| Tessa Blanchard | 2018         |
| Taya Valkyrie   | 2019         |
| Deonna Purrazzo | 2020         |

### Pro Wrestling Illustratedawards

#### PWI Female 50 / Female 100
| Año  | 1            | 2             | 3            | 4        | 5               | 6             | 7               | 8        | 9    | 10            |
| ---- | ------------ | ------------- | ------------ | -------- | --------------- | ------------- | --------------- | -------- | ---- | ------------- |
| 2008 | Awesome Kong | -             | Gail Kim     | -        | -               | -             | Roxxi Laveaux   | -        | -    | -             |
| 2009 | -            | Angelina Love | -            | -        | Tara            | Awesome Kong  | -               | -        | -    | Taylor Wilde  |
| 2010 | -            | Angelina Love | -            | -        | -               | Madison Rayne | -               | -        | -    | -             |
| 2011 | -            | -             | Mickie James | -        | Madison Rayne   | -             | -               | -        | Tara | -             |
| 2012 | Gail Kim     | -             | -            | -        | -               | -             | Miss Tessmacher | -        | -    | Tara          |
| 2013 | -            | Mickie James  | -            | -        | -               | Gail Kim      | -               | Tara     | -    | -             |
| 2014 | -            | -             | -            | Gail Kim | -               | -             | Angelina Love   | -        | -    | -             |
| 2015 | -            | -             | -            | -        | Gail Kim        | -             | -               | -        | -    | Taryn Terrell |
| 2016 | -            | -             | -            | -        | -               | Jade          | -               | Gail Kim | -    | Sienna        |
| 2017 | -            | -             | -            | -        | -               | -             | -               | Sienna   | -    | -             |
| 2018 | -            | -             | -            | -        | -               | -             | -               | -        | -    | -             |
| 2019 | -            | -             | -            | -        | Tessa Blanchard | -             | -               | -        | -    | -             |
| 2020 | -            | -             | -            | -        | -               | -             | Tessa Blanchard | -        | -    | -             |

#### Mujer del año
| Año  | Ganadora     |
| ---- | ------------ |
| 2008 | Awesome Kong |
| 2011 | Mickie James |

#### Otros reconocimientos
| Premio                             | Ganadora | Año  |
| ---------------------------------- | -------- | ---- |
| Luchador/a más inspiradora del año | Rosita   | 2011 |